# 91 v.Chr.
Het jaar 91 v.Chr. is een jaartal volgens de christelijke jaartelling.

## Gebeurtenissen

### Italië
- Begin van de Bondgenotenoorlog, in Rome dient Marcus Livius Drusus bij de Senaat een wetsvoorstel in, waarbij hij pleit voor het Romeins burgerrecht van de Italiërs. Na het Capitool te hebben verlaten, wordt Marcus Drusus bij zijn huis door politieke tegenstanders neergestoken.
- De Italische bondgenoten komen in Centraal-Italië in opstand en stichten in het Apennijnse bergland de onafhankelijke staat Italia, met als hoofdstad Corfinium (in de Abruzzen).
- Asclepiades van Bithynië, een Griekse arts, komt naar Rome om geesteszieken te behandelen met massages en therapieën via dieet, medicatie en muziek.

### Parthië
- Gotarzes I (91 - 78 v.Chr.) laat zich in Babylonië uitroepen tot mede-koning van de Parthen. Hij is een neef van Mithridates II de Grote en breidt zijn koninkrijk uit tot aan Ekbatana.

### China
- Sima Qian, een Chinese historicus, voltooit de Shiji (Optekeningen van de Historicus), het eerste Chinese werk dat de gehele "Geschiedenis van China" behandelt.

## Overleden
- Marcus Livius Drusus (~124 v.Chr. - ~91 v.Chr.), Romeins tribunus en staatsman (33)
- Quintus Caecilius Metellus Numidicus (~153 v.Chr. - ~91 v.Chr.), Romeins consul en veldheer (62)